# Alexij (Děchtěrjov)
Alexij (světským jménem: Alexandr Petrovič Děchtěrjov; 2. května 1889, Vilna – 19. dubna 1959, tamtéž) byl ruský duchovní Ruské pravoslavné církve a arcibiskup vilniuský a litevský.
V letech 1949–1955 působil v Československu jako biskup prešovský.

## Život
Narodil se 2. května 1889 ve Vilně (dnes Vilnius).
Navštěvoval gymnazium a poté námořní učiliště v Libabě (dnes Liepāja) se specializací dálkového navigátora. Po studiu pracoval jako kapitán oceánského parníku Birma. Loď se zejména plavila do New Yorku. Tato loď je významná tím, že obdržela zprávu o potopení Titanicu a pokusila se jí pomoc.
V letech 1913–1914 pracoval.jako vědecký pracovník průzkumu flóry Jižního Kavkazu.
Zúčastnil se první světové války a později se stal vedoucím loděnice v Rize.
Věnoval se také žurnalistice a býk aktivní ve skautském hnutí.
V březnu 1920 byl poslán do Anglie ale přistál v Konstantinopoli. Zde se stal učitelem na gymnázium. Od roku 1923 žil v Bulharsku, kde pracoval s dětmi emigrantů a učil na gymnáziích v Tarnovu a Šumenu.
Během exilu udržoval korespondenci s jeromonachem Savvou (Struvem), který žil v monastýru svatého Jóba Počajivského v Ladomirové. Roku 1934 se přestěhoval do Československa. V monastýru působil jako učitel a byl redaktorem novin Pravoslavnaja Rus. V dubnu 1935 byl postřižen na monacha se jménem Alexij.
V dubnu 1936 odešel do Mukačeva. Zde se stal redaktorem eparchiálního věstníku. Pokračoval v práci s mládeží.
V prosinci 1938 jej biskup mukačevsko-prešovský Vladimir (Rajič) rukopoložil na jeromonacha a jmenoval představeným církevního pomníku ruských vojáků v Užhorodu.
V září 1939 opustil Užhorod a odešel do Bělehradu. Roku 1941 se stal představeným chrámu svatého Alexandra Něvského v Alexandrii v Egyptě, který tehdy spadal.pod jurisdikci Ruské pravoslavné církve v zahraničí. Během návštěvy patriarchy Alexije I. v Egyptě, se dostal do podřízenosti Moskevského patriarchátu.
Dne 1. listopadu 1946 byl povýšen na archimandritu.
Roku 1947 přijal sovětské občanství.
V srpnu 1948 byl zatčen a obviněn z prokomunistické propagandy. Po propuštění byl deportován do Sovětského svazu. V Moskvě se stal knihovníkem Trojicko-sergivejské lávry.
V prosinci 1949 byl dán k dispozici československému exarchátu. Dne 30. prosince 1949 byl zvolen biskupem prešovským. Dne 3. února 1950 byl v Praze oficiálně jmenován biskupem a 12. února proběhla v chrámu svatého Alexandra Něvského v Prešově jeho biskupská chirotonie. Světiteli byli metropolita krutický a kolomenský Nikolaj (Jaruševič), metropolita pražský a celého Československa Jelevferij (Voroncov), arcibiskup lvovský a ternopilský Makarij (Oksijuk) a biskup olomoucko-brněnský Čestmír (Kráčmar). Liturgie se zúčastnilo 16 kněží prešovské eparchie, oficiální představitelé československé vlády, sovětského velvyslanectví v Praze a sovětského konzulátu v Bratislavě a zástupci místních politických a správních institucí.
Eparchii bylo těžké řídit, jelikož se většinou skládala z bývalých řeckokatolíků. Počátkem roku 1955 se začali objevovat konverze ke katolicismu. Státní správa pro církevní záležitosti Československa v obavách z rostoucího vlivu katolické církve na Slovensku obvinila biskupa Alexije z nečinnosti a na Ministerstvo zahraničních věcí SSSR vznesla otázku nutnosti jeho nahrazení jiným biskupem. V ket 1955 odešel do Moskvy.
Dne 22. listopadu 1955 se stal biskupem vilniuským a litevským. Dne 25. července 1957 byl povýšen na arcibiskupa. V nové eparchii se ukázal jako dobrý správce. Pravidelně navštěvoval farnosti a během jeho působení byla většina chrámů obnovena.
Zemřel 19. dubna 1959. Pohřben byl v chrámu Ducha Svatého ve Vilniusu.